# Geršom Schocken
Geršom Schocken (hebrejsky: גרשום שוקן, Geršom Šoken, plným jménem Geršom Gustav Schocken, žil 29. září 1912 – 20. prosince 1990) byl sionistický aktivista, izraelský politik a poslanec Knesetu za Progresivní stranu.

## Biografie
Narodil se ve městě Zwickau v tehdejší Německé říši. Studoval na Ruprecht-Karls-Universität Heidelberg a na London School of Economics. V roce 1933 přesídlil do dnešního Izraele. Zde v letech 1933–1936 pracoval v Anglo-palestinské bance, podílel se na vydávání deníku Haaretz.

## Politická dráha
V izraelském parlamentu zasedl po volbách v roce 1955, kdy kandidoval za Progresivní stranu. Byl členem parlamentního výboru pro ekonomické záležitosti, výboru finančního a výboru House Committee.